# Mikael Åkerström
Anders Mikael Åkerström, född 29 maj 1963, är en svensk officer i Marinen.

## Biografi
Åkerström fullgjorde sin värnpliktsutbildning 1981/1982 på Kustjägarskolan vid Vaxholms kustartilleriregemente (KA 1), där han även som officer kom att tjänstgöra fram till 1999. Åren 2000–2004 kom att han att tjänstgöra vid Vaxholms amfibieregemente (Amf 1). Åren 2004–2008 tjänstgjorde han vid Högkvarteret. Åren 2008–2011 var han ställföreträdande chef för Ledningsregementet (LedR). Åren 2011–2014 var han chef för Försvarsmedicincentrum (FömedC). Åren 2014–2015 var han regementschef för Ledningsregementet (LedR). Den 1 januari 2016 tillträdde han som chef för Försvarsmaktens nya förband, Försvarsmaktens telekommunikations- och informationssystemförband (FMTIS). Åkerström har tjänstgjort i Kosovo samt vid Svenska insatsen i Afghanistan.

### Webbkällor
- ”Försvarsmakten har fått ett nytt förband”. forsvarsmakten.se. http://www.forsvarsmakten.se/sv/aktuellt/2016/01/forsvarsmakten-har-fatt-ett-nytt-forband/. Läst 29 januari 2016.
- ”Utbildningsåret 1981-82 på Kustjägarskolan”. kj8182.n.nu. http://www.kj8182.n.nu/pb. Läst 29 januari 2016.